# راز سلامت کودک
راز سلامت کودک کتابی از علی پریور است که در سال ۱۳۳۹ منتشر و برندهٔ جایزه کتاب سال سلطنتی شد.